# Los aires difíciles (novel·la)
Los aires difíciles és una novel·la de l'escriptora espanyola Almudena Grandes editada per Tusquets l'any 2002.
D'una extensió total de 593 pàgines, es va editar per primera vegada al febrer de 2002. A data de febrer de 2006, la novel·la va tenir la seva 16a edició, constituint d'aquesta manera un gran èxit editorial. S'ha traduït a l'anglès sota el títol The wind from the east, i ha estat molt elogiat per la crítica anglosaxona.

## Argument
Juan Olmedo i Sara Gómez són dos estranys que fugen del seu passat i s'instal·len en una urbanització de la costa gaditana. Allí, a centenars de quilòmetres de Madrid, intenten refer la seva vida, malgrat que els records són encara molt forts: Sara, que ho va tenir tot i després ho va perdre, i Juan, que fuig d'una tragèdia familiar, són els protagonistes d'una història en la qual el ponent i el llevant bufen amb més força que mai.

## Adaptació al cinema
Ha estat adaptada al cinema el 2006 sota la direcció de Gerardo Herrero i amb guió d'Ángeles González-Sinde.